# Luquet
Luquet is een gemeente in het Franse departement Hautes-Pyrénées (regio Occitanie) en telt 305 inwoners (1999). De plaats maakt deel uit van het arrondissement Tarbes.

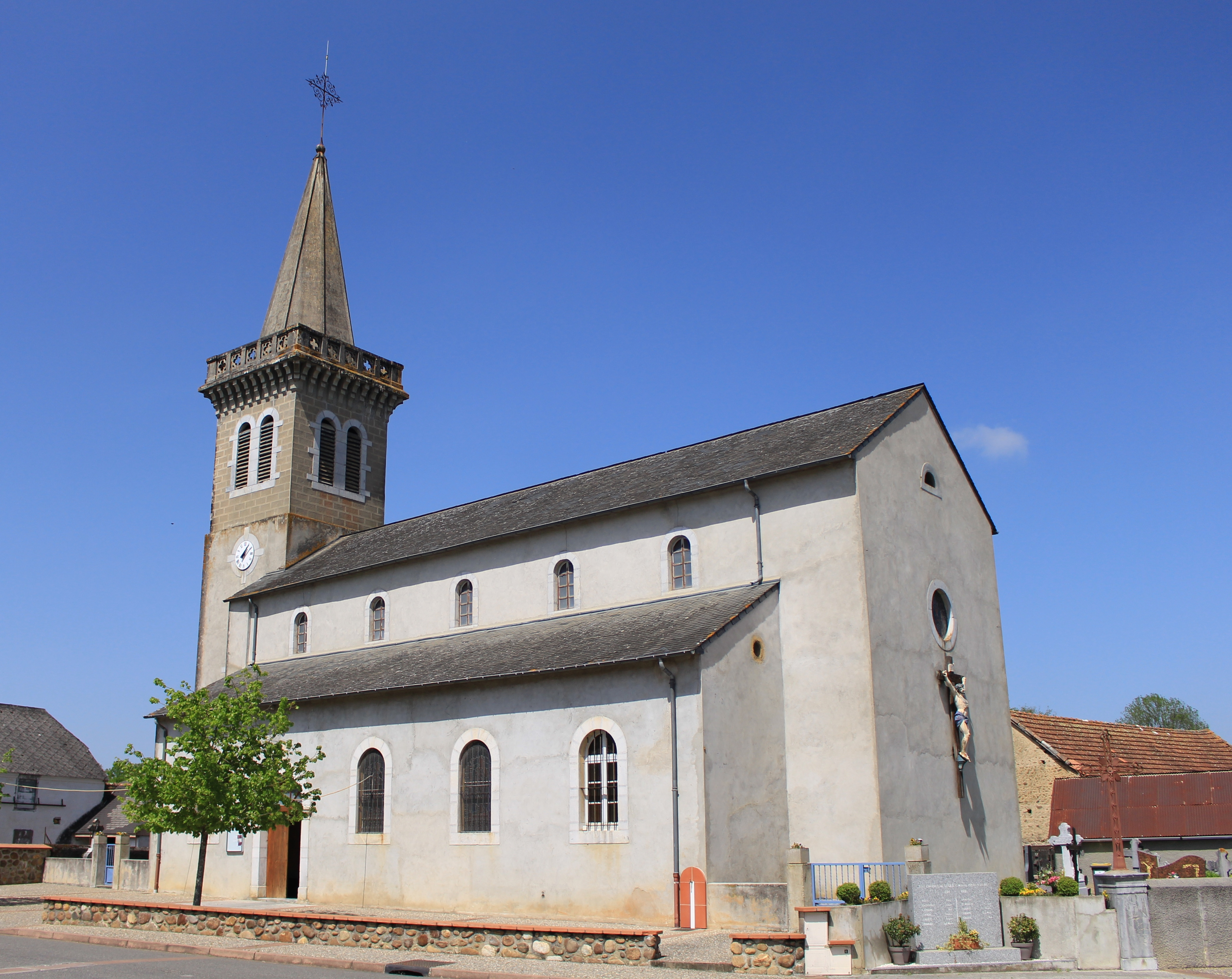
Saint-Laurentkerk
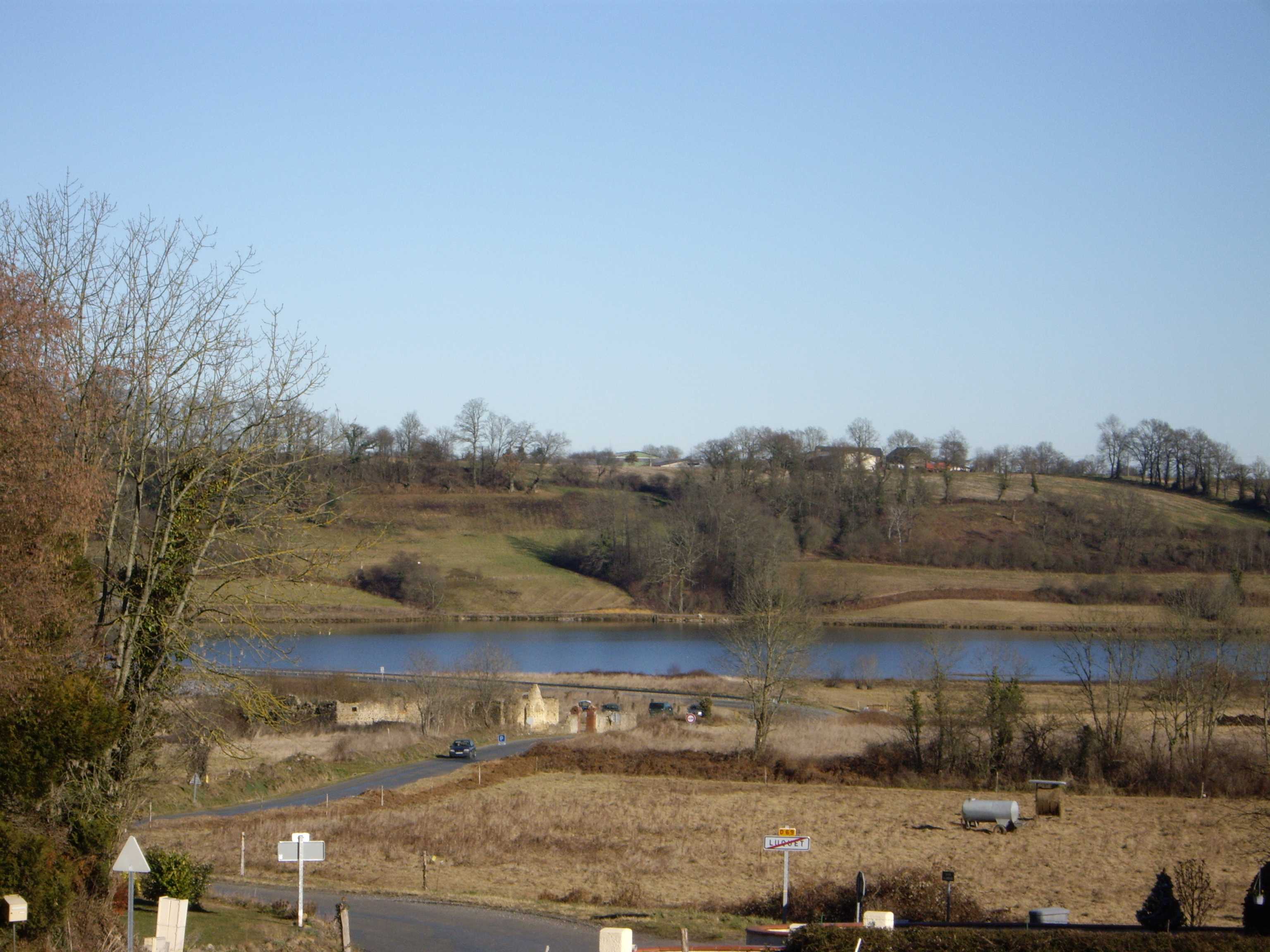
Lac de Gabas

## Geografie
De oppervlakte van Luquet bedraagt 8,2 km², de bevolkingsdichtheid is 37,2 inwoners per km². 
Samen met de gemeenten Gardères, Séron, Villenave-près-Béarn en Escaunets vormt Luquet een exclave van het departement Hautes-Pyrénées binnen het grondgebied van het departement Pyrénées-Atlantiques. De vijf gemeenten behoren historisch tot Bigorre, terwijl de omringende gemeenten behoorden tot Béarn.

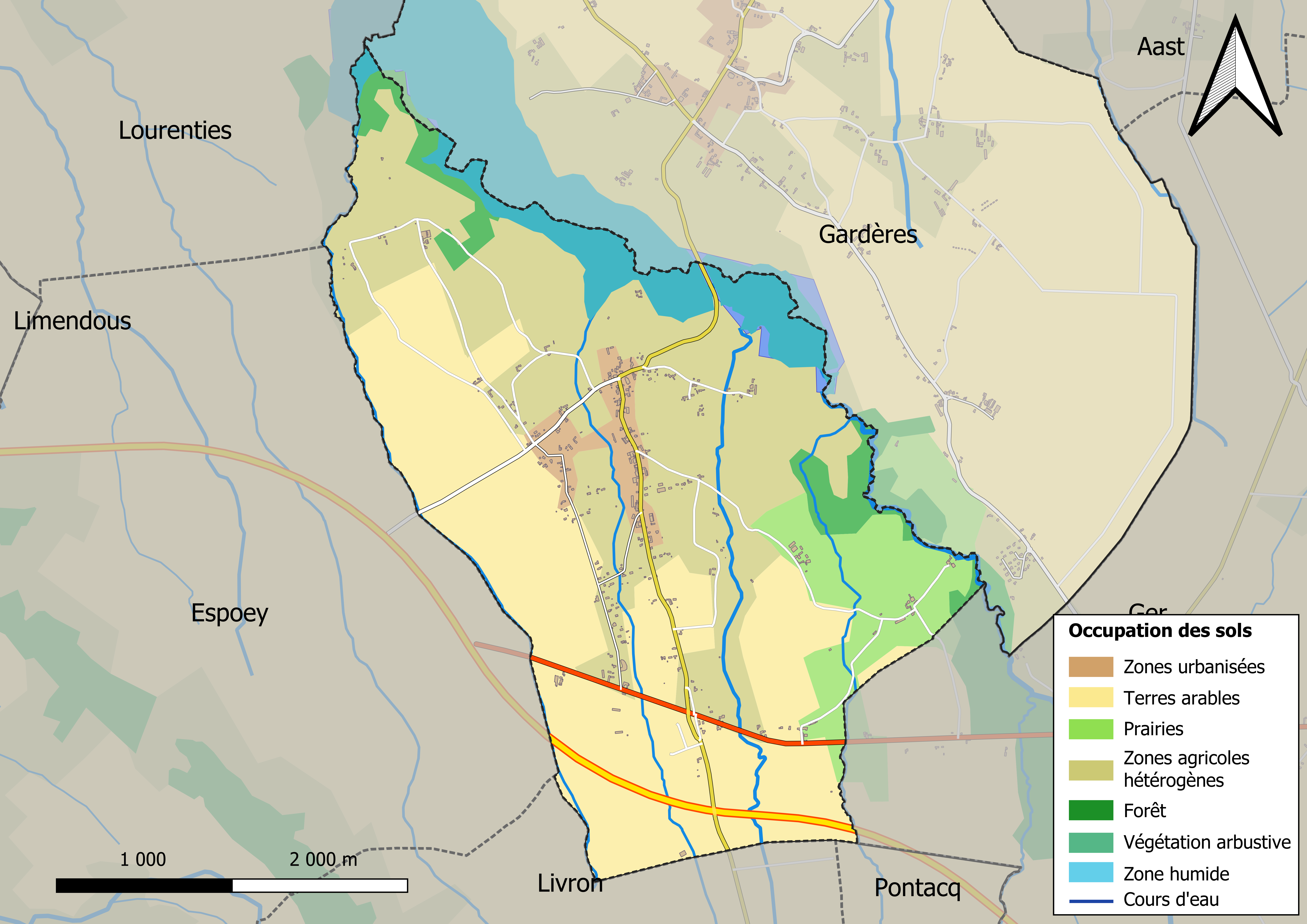
Kaart van de gemeente met belangrijkste infrastructuur, bodemgebruik en omliggende gemeenten

## Demografie
Onderstaande figuur toont het verloop van het inwonertal (bron: INSEE-tellingen).